# Tobias Levels
Tobias Levels (Tönisvorst, 22 novembre 1986) è un ex calciatore tedesco di origini olandesi, di ruolo difensore.

## Biografia
Figlio di genitori olandesi, Levels è nato nel 1986 a Tönisvorst. Ha sia la nazionalità olandese che tedesca.

## Caratteristiche tecniche
Gioca prevalentemente nel ruolo di terzino destro.

## Statistiche

### Presenze e reti nei club
Statistiche aggiornate al 20 aprile 2016.
| Stagione                   | Squadra                    | Campionato                 | Campionato | Campionato | Coppe nazionali | Coppe nazionali | Coppe nazionali | Coppe continentali | Coppe continentali | Coppe continentali | Altre coppe | Altre coppe | Altre coppe | Totale | Totale |
| Stagione                   | Squadra                    | Comp                       | Pres       | Reti       | Comp            | Pres            | Reti            | Comp               | Pres               | Reti               | Comp        | Pres        | Reti        | Pres   | Reti   |
| -------------------------- | -------------------------- | -------------------------- | ---------- | ---------- | --------------- | --------------- | --------------- | ------------------ | ------------------ | ------------------ | ----------- | ----------- | ----------- | ------ | ------ |
| 2005-2006                  | Borussia M'gladbach        | BL                         | -          | -          | -               | -               | -               | -                  | -                  | -                  | -           | -           | -           | -      | -      |
| 2006-2007                  | Borussia M'gladbach        | BL                         | 12         | 0          | CG              | 2               | 0               | -                  | -                  | -                  | -           | -           | -           | 14     | 0      |
| 2007-2008                  | Borussia M'gladbach        | 2.B                        | 27         | 0          | CG              | 1               | 0               | -                  | -                  | -                  | -           | -           | -           | 28     | 0      |
| 2008-2009                  | Borussia M'gladbach        | BL                         | 17         | 1          | CG              | 1               | 0               | -                  | -                  | -                  | -           | -           | -           | 18     | 1      |
| 2009-2010                  | Borussia M'gladbach        | BL                         | 32         | 0          | CG              | 2               | 0               | -                  | -                  | -                  | -           | -           | -           | 34     | 0      |
| 2010-2011                  | Borussia M'gladbach        | BL                         | 22         | 0          | CG              | 3               | 0               | -                  | -                  | -                  | -           | -           | -           | 25     | 0      |
| Totale Borussia M'gladbach | Totale Borussia M'gladbach | Totale Borussia M'gladbach | 110        | 1          |                 | 9               | 0               |                    |                    |                    |             |             |             | 119    | 1      |
| 2011-2012                  | Fortuna Düsseldorf         | 2.B                        | 26+2       | 0+0        | CG              | 2               | 0               | -                  | -                  | -                  | -           | -           | -           | 28+2   | 0+0    |
| 2012-2013                  | Fortuna Düsseldorf         | BL                         | 19         | 0          | CG              | 3               | 0               | -                  | -                  | -                  | -           | -           | -           | 22     | 0      |
| 2013-2014                  | Fortuna Düsseldorf         | 2.B                        | 30         | 0          | CG              | 1               | 0               | -                  | -                  | -                  | -           | -           | -           | 31     | 0      |
| Totale Fortuna Düsseldorf  | Totale Fortuna Düsseldorf  | Totale Fortuna Düsseldorf  | 75+2       | 0+0        |                 | 6               | 0               |                    |                    |                    |             |             |             | 81+2   | 0+0    |
| 2014-2015                  | Ingolstadt 04              | 2.B                        | 19         | 1          | -               | -               | -               | -                  | -                  | -                  | -           | -           | -           | 19     | 1      |
| 2015-2016                  | Ingolstadt 04              | BL                         | 16         | 1          | -               | -               | -               | -                  | -                  | -                  | -           | -           | -           | 16     | 1      |
| Totale Ingolstadt 04       | Totale Ingolstadt 04       | Totale Ingolstadt 04       | 35         | 2          |                 |                 |                 |                    |                    |                    |             |             |             | 35     | 2      |
| Totale carriera            | Totale carriera            | Totale carriera            | 220        | 3+0        |                 | 15              | 0               |                    |                    |                    |             |             |             | 235+2  | 3+0    |

## Palmarès

### Club

#### Competizioni nazionali
- Campionato tedesco di seconda divisione: 2

Borussia Mönchengladbach: 2007-2008
Ingolstadt 04: 2014-2015